# Ropa de PVC

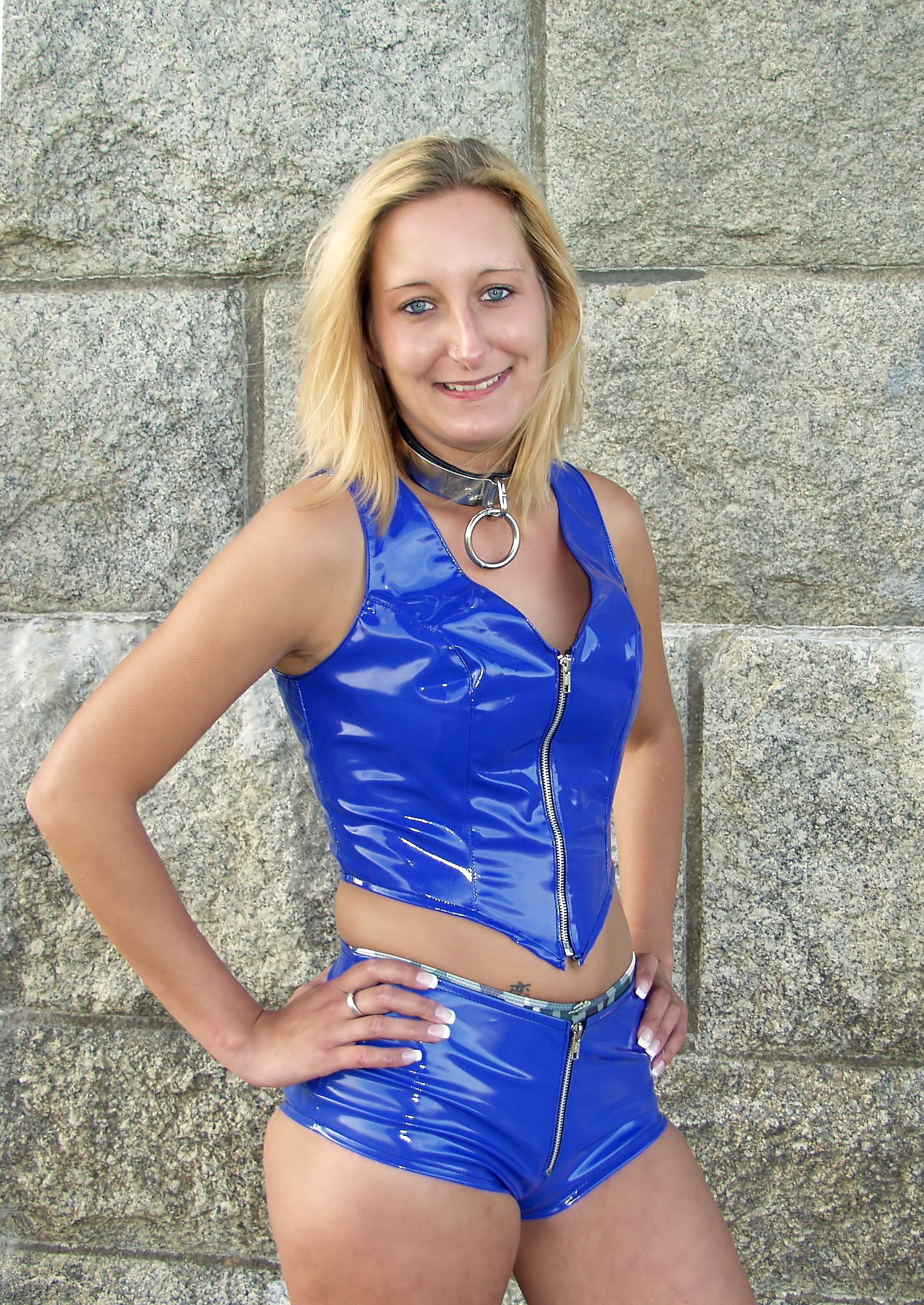
PVC es la sigla inglesa derivada de 'Polyvinyl chloride' que en castellano corresponde a Policloruro de Vinilo o PVC.

Ropas de PVC, también conocidas como ropas de vinilo, son ropas plásticas brillantes, hecha de Policloruro de vinilo (PVC), que es un tipo bien conocido de plástico. El plástico PVC también es llamado de vinilo. Por esta razón, este tipo de ropa también se llama ropa de vinilo. La sigla "PVC" viene del idioma inglés, y proviene de las iniciales de Polyvinyl chloride, que es el nombre dado a este tipo de plástico en inglés. Las ropas de PVC a veces se confunden con ropas de cuero brillante.
Los términos "PVC", "vinilo" y "PU" tienden a ser utilizados indistintamente por los comerciantes de ropa hecha de tejido cobierta con una capa de plástico brillante. Estos tejidos en general son hechos de una base de tejido de fibras de poliéster, con un recubrimiento superficial de plástico brillante. La capa de plástico en sí es típicamente una mezcla de PVC y poliuretano (PUR), con 100 % de PVC para producir un tejido rígido con un brillo más fuerte y 100 % de PU para producir un tejido elástico con un brillo sedoso. La etiqueta del fabricante puede decir, por ejemplo, 67 % de poliéster y 33 % de poliuretano para un tejido que no contiene PVC, o 80 % de PVC y 20 % de poliuretano, sin mención del soporte de poliéster. También se puede producir PVC en colores brillantes (negro, rojo, blanco, azul, naranja, rosa, plata, rayado, etc), añadiendo un mayor estímulo visual a las sensaciones físicas producidas por el material. Los colores más frecuentes en ropas de PVC son negro y rojo. Las ropas de PVC son muy asociadas con ropas futuristas, ropas glam en los 70, ropas góticas, ropas punk, modas alternativas y ropas fetichistas. Un estereotipo común es la imagen de una mujer dominadora en un catsuit negro de PVC. En algunas ciudades es más común ver a la gente con ropa de PVC, especialmente en las grandes ciudades como Berlín, Londres, Nueva York, Montreal, San Francisco, etc.

## Historia
Los plásticos fueron utilizados en ropas desde su invención, en particular en las gabardinas impermeables. Sin embargo, la ropa de PVC se hizo más observado en las tendencias de moda de la década de 1960 y principios de la década de 1970. Los diseñadores de moda de la época vieron el plástico PVC como el material ideal para el diseño de ropas futuristas. Durante esa época, botas, gabardinas, vestidos y otras ropas de PVC se hicieron en muchos colores e incluso transparentes, y fueron usados incluso en las zonas comunes de las grandes ciudades. En ese momento también era común ver ropa de PVC en películas y series de televisión como The Avengers, por ejemplo. Y desde entonces estas ropas brillantes de plástico se han convertido en un objeto de fetiche.
En mediados de la década de 1990, las ropas hechas de PVC han sido frecuentes en la moda de los jóvenes, sobre todo en camperas, faldas y pantalones, y también aparecieron en los medios de comunicación. A mediados de la década de 1990, era común ver a los presentadores, modelos, actrices, actores, cantantes y otras celebridades vestidos de PVC en la televisión y en las revistas. Como las modas vienen dando vueltas y vueltas, parece que el PVC está apareciendo de nuevo como ropa para vestirse y salir a la calle, así como sigue siendo el centro de las fantasías fetichistas.
Los diseñadores de moda como Jean-Paul Gaultier, Yves Saint Laurent, Pierre Cardin y André Courrèges han utilizado PVC en sus colecciones. Desde 2010, el PVC ha sido el objetivo de la moda, no solo para el público femenino, sino también para el público masculino.

## Ropas de PVC en los medios de comunicación
- En una escena de la película "Two for the Road" (1967) la actriz británico-belga Audrey Hepburn aparece con una ropa negra de PVC diseñada por Paco Rabanne.[9]

- En algunas escenas de la película para televisión "Along Came a Spider" (1970), la actriz estadounidense Suzanne Pleshette aparece con una gabardina roja de PVC.[10]

- En un episodio de la serie de televisión estadounidense de la década de 1990 llamado "The Nanny", Fran Drescher vestía una ropa roja de PVC.[11]

- En el video musical llamado "Scream" (1995), Michael Jackson y su hermana Janet Jackson vestían pantalones negros de PVC.[12]

- También en 1995, la cantante canadiense Shania Twain vestía pantalones negros de PVC en el video musical llamado "You Win My Love".[13]
- En la 244.ª edición (noviembre de 1995) de la versión brasileña de la revista Play Boy, hay dos fotografías en las que la modelo Maira Rocha usa pantalones negros de PVC de marca "Lucy in the Sky".[14][15][16]

- En 1996, la actriz porno estadounidense Jill Kelly apareció vestida de pantalones y top negros de PVC en una de sus películas.

- En 1997, la actriz y modelo inglesa Elizabeth Hurley apareció vistiendo pantalones negros de PVC en la película llamada "Dangerous Ground".[17]

- También en 1997, en el vídeo musical de Shania Twain llamado "Man! I Feel Like a Woman!", los músicos aparecieron vistiendo pantalones negros de PVC.[18]

- También en 1997, la cantante mexicana Thalía cantó y dio entrevistas vistiendo pantalones negros de PVC en el programa de televisión brasileño llamado "Domingo Legal", en la red de televisión SBT.[19]

- La presentadora de televisión inglesa Davina McCall apareció vistiendo ropa de PVC en algunas de sus apariciones en la televisión.[20]

- La personalidad inglesa de radio y televisión Zoë Ball vestía pantalones negros de PVC en una de sus apariciones en el programa de TV Inglés llamado "Shooting Stars".[21]

- En ciertos episodios de la serie de televisión estadounidense llamado "Smallville" la actriz Erica Durance aparece con ropa de PVC.[22][23]

- El grupo popular de los 90 llamado Spice Girls, frecuentemente utilizó ropas de PVC en sus presentaciones.[24][25]

- En 2007, la cantante brasileña Ivete Sangalo vestía una ropa negra de PVC en su espectáculo llamado "Multishow ao Vivo: Ivete no Maracanã".[26]

- En 2008, la cantante estadounidense de pop Lady Gaga uso distintos atuendos de vinilo durante su gira para promocionar su álbum debut The Fame al igual que en la sesión de fotos para el folleto de la versión física del CD

- En 2010, el grupo musical ruso "Chernobyl feat. Bazooka Boom" lanzó un video musical llamado "Hooli Gun Yo". En este videoclip, la niña cantante aparece con un vestido rojo de PVC.[27]

- También en 2010, la periodista y presentadora de televisión inglesa Mary Nightingale vestía un catsuit negro de PVC en un programa de caridad llamado "Newsroom's Got Talent".[28][29]

- En los últimos años, las ropas de PVC han aparecido en los medios de comunicación, en películas como Matrix,[30] en series de televisión, en cantantes como Britney Spears,[31] Nicole Scherzinger,[32] Jennifer Lopez[33] y Mýa[34] o incluso en las tendencias de la moda.

## Los cuidados con ropas de PVC
Las ropas de PVC requieren cierto cuidado para durar más tiempo y mantener el aspecto de nuevo. Se sabe que las ropas de PVC son hechas con un tejido revestido con una capa de plástico. Por esta razón, la ropa de PVC no debe ser estirada excesivamente para evitar daños a la capa de plástico. Cuando la ropa es estirada excesivamente, la capa de plástico puede perder su textura suave y permanecer estriada, perdiendo también parte del brillo original, y puede incluso rasgarse.
No hay necesidad de limpiar con frecuencia las ropas de PVC. Basta aplicar un producto para higienizar el interior de la ropa (tejido de poliéster) y limpiar la parte exterior (capa de plástico) con una esponja húmeda. Si fuera necesario, las ropas de PVC se deben lavar a mano con agua tibia y un poco de detergente líquido. No se debe usar jabón en polvo porque los granos pueden permanecer en la ropa después de lavada, y también puede perforar la capa de plástico.
Para eliminar el detergente se debe usar agua fría. Para secar se debe poner el interior de la ropa para fuera y secar a la sombra. Después de secar el interior (tejido de poliéster), se debe girar la ropa en la dirección correcta para secar el exterior (capa de plástico).
Nunca se debe planchar ropa la de PVC. Estas ropas están hechas de plásticos sensibles al calor y pueden derretirse debajo de la plancha. También se deben evitar todas las fuentes de altas temperaturas, como llamas, secadoras de ropa e incluso la proximidad de cigarrillo encendido. En una fiesta llena de gente, por ejemplo, puede producirse contacto entre una persona que está con un cigarrillo encendido en la mano y una persona con ropa de PVC. Si el cigarrillo encendido tocase la ropa de PVC, la capa de plástico seguramente se derretirá y será perforada por el cigarrillo. El humo de la quema del plástico PVC es peligroso.
Las ropas de PVC de colores diferentes, especialmente las ropas blancas de PVC, deben ser almacenadas por separado unas de las otras, de lo contrario se puede producir tinción. La ropa de PVC se conserva mejor por separado en una bolsa plástica de ropa, separada de las otras ropas de otros colores y tejidos.
El tejido utilizado para las ropas de PVC es el poliéster con recubrimiento de plástico. El PVC es más resistente al desgaste que el caucho, y la ropa de PVC no requiere el uso de ningún producto para quedar brillante. Sin embargo, se puede pulir las ropas de PVC si se desea con espray de silicona líquida que está disponibles en tiendas de accesorios de automóviles.